# حسين جنتي
حسين جنتي (بالفارسية: حسین جنتی) (ولد: 1981 - )؛ شاعر إيراني.

## أعماله
له دواوين عدة، وعُرِف عنه أنه أحد الشعراء المدعوين بصورة شبه دائمة لبيت المرشد الإيراني علي خامنئي، حيث يقوم هناك بإلقاء القصائد، وسبق لخامنئي أن أبدى إعجابه بقصائد جنتي.

## المحاكمة والسجن
في 2 يونيو 2019 جرى اعتقاله في إصفهان حيث يقيم، بعدما أصدر المدعي العام مذكرة اعتقال ضده بتهمة «الدعاية ضد النظام»، حيث نقلته استخبارات الحرس الثوري إلى مكان مجهول. وفي 5 أكتوبر 2019 أكدت المحكمة العليا الإيرانية الحكم الذي صدر بحقه بالسجن لمدة ستة أشهر بتهمة قراءة قصيدة تضمنت إشارات «للفساد والتمييز واستغلال السلطة وسرقة الأموال العامة». وكان اعتقاله قد جرى بعيد إلقائه القصيدة المشار إليها في جامعة في مدينة أصفهان.